# Our Town
Our Town (Brasil: Nossa Cidade / Portugal: A Nossa Cidade) é um filme norte-americano de 1940, do gênero drama, dirigido por Sam Wood  e estrelado por William Holden e Martha Scott.

## Produção
Our Town é a versão "fofinha e sentimental" da premiada peça de Thornton Wilder, encenada pela primeira vez em janeiro de 1938. A adaptação para as telas foi feita pelo próprio autor, com o auxílio de dois outros roteiristas. Um deles, Frank Craven, que também atuara na versão teatral como o Stage Manager (narrador e comentarista da ação), agora interpreta um farmacêutico.
Também Doro Merande, Arthur Allen e Martha Scott (em sua estreia no cinema) recriam os personagens que viveram no palco.
Dois outros nomes, importantes em suas respetivas áreas, participam da produção. O primeiro é o diretor de arte e também cineasta William Cameron Menzies, que trabalhou no desenho de produção. O outro é Aaron Copland, compositor famoso por trazer para suas obras o jeito de ser e a herança cultural do homem norte-americano comum (manifestação artística conhecida como "Americana"). A elogiada trilha sonora de sua autoria, impregnada daqueles sentimentos, ficou com duas das seis indicações ao Oscar recebidas pelo filme.

## Sinopse
O farmacêutico Morgan conta como é a vida em uma pequena cidade do interior de New Hampshire, no início do século XX. Ele se debruça no imutável dia a dia de vários habitantes e acaba por centrar sua atenção sobre George, o filho do doutor Gibbs, e Emily, filha do dono do jornal local. Os dois são jovens e se apaixonam. A partir daí, começam as dificuldades.

## Premiações
| Patrocinador                 | Prêmio      | Categoria | Situação      |
| ---------------------------- | ----------- | --- | ------------- |
| Academia                     | Oscar       | Melhor Filme Melhor Atriz (Martha Scott) Melhor Direção de Arte (preto e branco) Melhor Trilha Sonora Original** Melhor Mixagem de Som | Indicado      |
| New York Film Critics Circle | NYFCC Award | Melhor Atriz (Martha Scott) | Segundo lugar |

- ** Duas indicações: Melhor Trilha Sonora (Scoring) e Melhor Trilha Sonora Original (Original Scoring). Essa divisão existiu apenas entre 1938 e 1940.

- Film Daily: Dez Melhores Filmes de 1940
- National Board of Review: Dez Melhores Filmes de 1940
- The New York Times: Dez Melhores Filmes de 1940

## Elenco
| Ator/Atriz         | Personagem        |
| ------------------ | ----------------- |
| William Holden     | George Gibbs      |
| Martha Scott       | Emily Webb        |
| Fay Bainter        | Senhora Gibbs     |
| Beulah Bondi       | Senhora Webb      |
| Thomas Mitchell    | Doutor Gibbs      |
| Guy Kibbee         | Senhor Webb       |
| Stuart Erwin       | Howie Newsome     |
| Frank Craven       | Senhor Morgan     |
| Doro Merande       | Senhora Soames    |
| Philip Wood        | Simon Stimson     |
| Ruth Toby          | Rebecca Gibbs     |
| Douglas Gardner    | Wally Webb        |
| Arthur Allen       | Professor Willard |
| Charles Trowbridge | Doutor Ferguson   |
| Spencer Charters   | Policial Warren   |